# Hannas kyrka

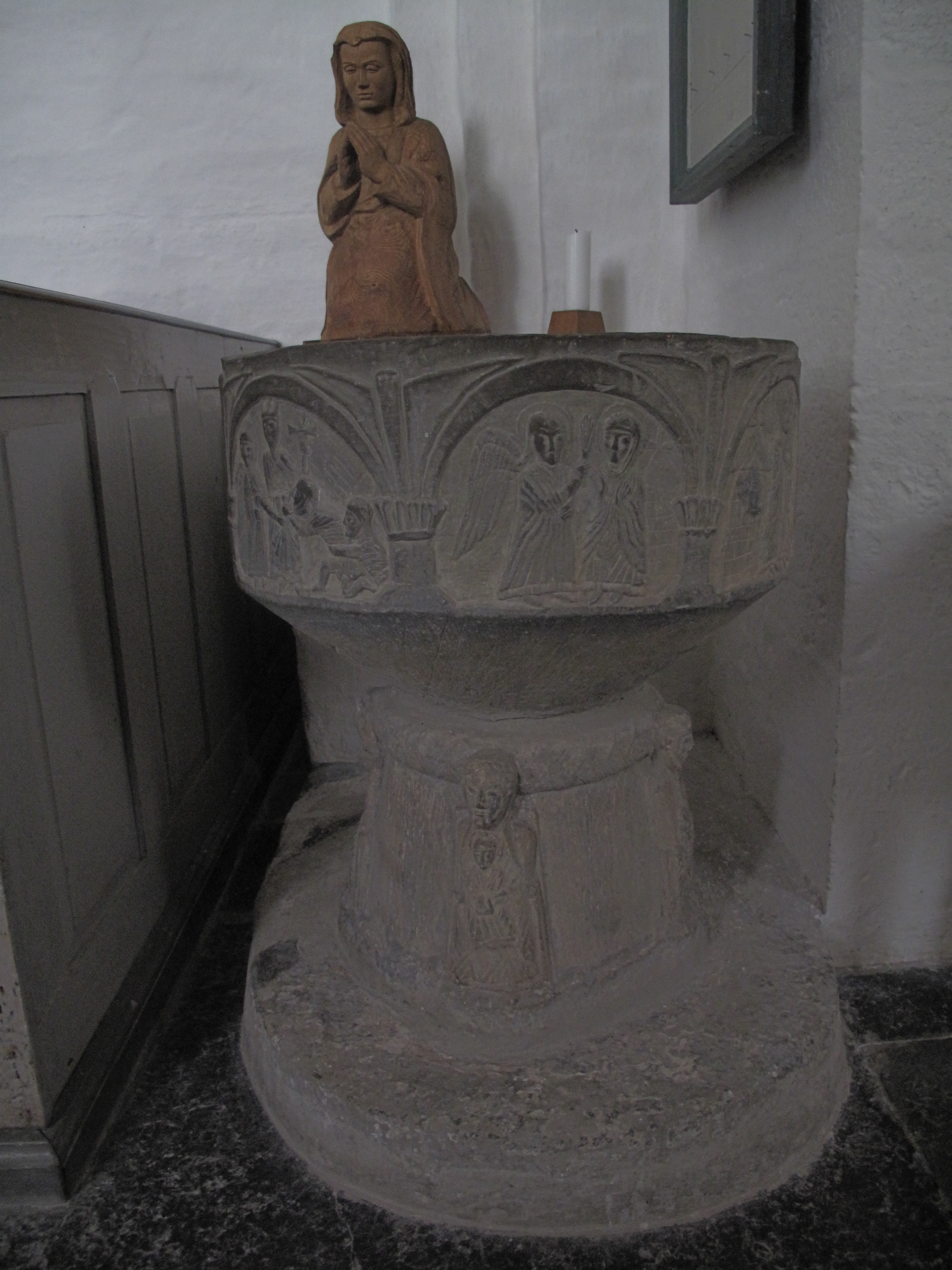
Sighrafs dopfunt.

Hannas kyrka är en kyrkobyggnad i Hannas på Österlen. Den tillhör Gärsnäs församling i Lunds stift.

## Kyrkobyggnaden
Kyrkan byggdes sannolikt under senare delen av 1100-talet och har en mycket välbevarad medeltida karaktär. Den ursprungliga kyrkan var en vanlig romansk kyrka med halvrund absid, kor och långhus. Under 1400-talet välvdes kyrkan och ett kraftigt trappgavelstorn i väst, och vapenhus i norr tillbyggdes.
Bänkarna har gamla allmogemålningar och är försedda med gårdsnummer.
Kyrkogården inhägnas av murverk.
I kyrkan spelades vissa av scenerna i filmen Den bästa av mödrar in.

## Inventarier
Kyrkans äldsta inventarie är den rikt skulpterade dopfunten av Sighraf. Dopfoten är lika gammal som kyrkan själv. På foten finns bibliska figurer och på cuppan visas scener ur Bibeln.
Altaruppsatsen dateras till 1651. I kyrkan finns även ett triumfkrucifix från runt år 1300.
- I kyrkan finns ett harmonium med två manualer och pedal.